# یواس‌اس اریکسون (دی‌دی-۵۶)
یواس‌اس اریکسون (دی‌دی-۵۶) (به انگلیسی: USS Ericsson (DD-56)) یک کشتی بود که طول آن ۳۰۵ فوت ۳ اینچ (۹۳٫۰۴ متر) بود. این کشتی در سال ۱۹۱۵ ساخته شد.